# Seinfeld (säsong 9)
Säsong 9 av Seinfeld är en amerikansk TV-serie skapad av Jerry Seinfeld och Larry David, som började sändas den 25 september 1997 på NBC.

## Avsnittsguide
Samtliga avsnitt är listade efter sändningsdatum och listar även dess produktionskoder.
| Nr i serien | Nr i säsongen | Titel                           | Regissör      | Manus | Originalvisning   | Prod. kod | Tittarsiffror (miljoner) |
| --- | ------------- | ------------------------------- | ------------- | --- | ----------------- | --------- | ------------------------ |
| 157 | 1             | "The Butter Shave"              | Andy Ackerman | Alec Berg & Jeff Schaffer & David Mandel | 25 september 1997 | 901       | 37.8                     |
| 158 | 2             | "The Voice"                     | Andy Ackerman | Alec Berg & Jeff Schaffer & David Mandel | 2 oktober 1997    | 902       | 30.9                     |
| 159 | 3             | "The Serenity Now"              | Andy Ackerman | Steve Koren | 9 oktober 1997    | 903       | 30.2                     |
| 160 | 4             | "The Blood"                     | Andy Ackerman | Dan O'Keefe | 16 oktober 1997   | 904       | 31.5                     |
| 161 | 5             | "The Junk Mail"                 | Andy Ackerman | Spike Feresten | 30 oktober 1997   | 905       | 30.2                     |
| 162 | 6             | "The Merv Griffin Show"         | Andy Ackerman | Bruce Eric Kaplan | 6 november 1997   | 906       | 31.6                     |
| 163 | 7             | "The Slicer"                    | Andy Ackerman | Synopsis av : Gregg Kavet & Andy Robin & Darin Henry Manus av : Gregg Kavet & Andy Robin                                                          | 13 november 1997  | 907       | 32.8                     |
| 164 | 8             | "The Betrayal"                  | Andy Ackerman | David Mandel & Peter Mehlman | 20 november 1997  | 908       | 34.0                     |
| 165 | 9             | "The Apology"                   | Andy Ackerman | Jennifer Crittenden | 11 december 1997  | 909       | 30.5                     |
| 166 | 10            | "The Strike"                    | Andy Ackerman | Dan O'Keefe and Alec Berg & Jeff Schaffer | 18 december 1997  | 910       | 30.8                     |
| 167 | 11            | "The Dealership"                | Andy Ackerman | Steve Koren | 8 januari 1998    | 911       | 32.9                     |
| 168 | 12            | "The Reverse Peephole"          | Andy Ackerman | Spike Feresten | 15 januari 1998   | 912       | 33.5                     |
| 169 | 13            | "The Cartoon"                   | Andy Ackerman | Bruce Eric Kaplan | 29 januari 1998   | 913       | 33.2                     |
| 170 | 14            | "The Strongbox"                 | Andy Ackerman | Synopsis av : Dan O'Keefe & Billy Kimball Manus av : Dan O'Keefe                                                                                  | 5 februari 1998   | 914       | 31.6                     |
| 171 | 15            | "The Wizard"                    | Andy Ackerman | Steve Lookner | 26 februari 1998  | 915       | 30.5                     |
| 172 | 16            | "The Burning"                   | Andy Ackerman | Jennifer Crittenden | 19 mars 1998      | 916       | 30.9                     |
| 173 | 17            | "The Bookstore"                 | Andy Ackerman | Synopsis av : Spike Feresten and Darin Henry & Marc Jaffe Manus av : Spike Feresten                                                               | 9 april 1998      | 917       | 29.6                     |
| 174 | 18            | "The Frogger"                   | Andy Ackerman | Synopsis av : Gregg Kavet & Andy Robin and Steve Koren & Dan O'Keefe Manus av : Gregg Kavet & Andy Robin                                          | 23 april 1998     | 918       | 30.7                     |
| 175 | 19            | "The Maid"                      | Andy Ackerman | Synopsis av : Alec Berg & David Mandel & Jeff Schaffer and Kit Boss & Peter Mehlman Manus av : Alec Berg & David Mandel & Jeff Schaffer           | 30 april 1998     | 919       | 33.3                     |
| 176 | 20            | "The Puerto Rican Day"          | Andy Ackerman | Alec Berg, Jennifer Crittenden, Spike Feresten, Bruce Eric Kaplan, Gregg Kavet, Steve Koren, David Mandel, Dan O'Keefe, Andy Robin, Jeff Schaffer | 7 maj 1998        | 920       | 38.8                     |
| 177178 | 2122          | "The Chronicle" "The Clip Show" | Andy Ackerman | Darin Henry | 14 maj 1998       | 921922    | 58.5                     |
| 179180 | 2324          | "The Finale"                    | Andy Ackerman | Larry David | 14 maj 1998       | 923924    | 76.3                     |
| TV-kanalen NBC beslutar att förlägga Jerry och Georges pilotavsnitt, Jerry till höstsäsongen. De planerar för att flytta till Los Angeles, men innan dess beslutar de sig för att åka på semester till Paris tillsammans med Elaine och Kramer. Planerna ställs senare in, på grund av att deras flygplan tvingats landa för att repareras efter att det utsatts för turbulens. Jerry, George, Elaine och Kramer blir då arresterade för att ha brutit mot lagen Good Samaritan law i Latham County, Massachusetts, och ställs inför rätta för att haft dålig inverkan på folk. Familj, vänner och fiender strömmar till domstolen. Flera av dessa dyker upp som karaktärsvittnen och vittnesmålen tar formen minneskavalkad. Domen faller och ger ett års fängelse. I väntan på tranport till fängelset avhandlar George och Jerry betydelsen av andra skjortknappen. I epilogen gör Jerry en ståuppföreställning i fängelsets samlingssal. |               |                                 |               | |                   |           |                          |